# Кашмадзе, Игорь Ильич
Игорь Ильич Кашмадзе (18 апреля 1923, Киев — 27 января 2005, Москва) — советский и российский востоковед, дипломат, диктор-переводчик редакции вещания на Индонезию Московского радио.

## Биография
В октябре 1941 г. призван в армию. Воевал в отряде особого назначения при штабе разведки Западного округа. В 1942 г. после окончания школы дешифровальщиков в Уфе направлен на Ленинградский Фронт в подразделение радиоперехвата. В 1944 г. был переведён в Главное управление войск связи в Москву. Участник Парада Победы.
В 1945 −1950 гг. учился в ВИИЯ на малайском (индонезийском) отделении, по окончании которого получил диплом переводчика-референта индонезийского и английского языков.
В 1950—1968 гг. работал диктором-переводчиком в редакции вещания на Индонезию Московского радио. В 1956 и 1961 гг. во время визита президента Индонезии Сукарно в Москву и визита Н. С. Хрущёва в Индонезию в 1960 г. был их переводчиком. В 1968—1971 гг. — вице-консул генерального консульства СССР в Сурабае, в 1975—1980 гг. — представитель ССОД в ранге первого секретаря посольства СССР в Индонезии.
По возвращении в Москву до 1996 г. работал диктором высшей категории и переводчиком редакции вещания на Индонезию Государственной радиовещательной компании «Голос России». Являлся вице-президентом общества дружбы «СССР-Индонезия». Публиковал статьи про Индонезию в журналах «За рубежом», «Новое время», «Азия и Африка сегодня», а также в газетах «Известия», «Аргументы и факты», «Независимая газета», «Сегодня» и др. Автор нескольких книг и один из составителей Русско-индонезийского словаря, опубликованного в Индонезии в 2016 г.

## Награды
- Медаль «За отвагу» (1942)
- Медаль «За оборону Москвы» (1944)
- Медаль «За победу над Германией в Великой Отечественной войне 1941—1945 гг.» (1945)
- Знак «Отличник телевидения и радио» (1983)
- Орден Отечественной войны второй степени (1985)
- Орден Дружбы народов (1990)

## Впечатление
И. И. Кашмадзе — человек открытый, к тому же великолепный рассказчик. С такими людьми всегда интересно. Всякий разговор с собеседником, мало-мальски знающим Индонезию, интересующимся Индонезией, он непременно сведёт к этой замечательной стране, её насущным проблемам, культуре, выдающимся деятелям. И каждый раз из такой беседы узнаёшь что-то новое, интересное для себя, необычное. —  Лев Дёмин

## Семья
- Супруга Алевтина Никитична Сороковая (с 1953 г.) — редактор Гостелерадио.
- Дочь Екатерина (род. 13 ноября 1964 г.) — по окончании исторического факультета МГУ работала редактором на Гостелерадио.
- Внучки Елизавета (род. 1985 г.) — окончила ГИТР, журналист; Алисия (род. 1997 г.) — окончила колледж при МИД РФ.

## Публикации
- Индонезийско-русский разговорник. М: Из-во литературы на иностранных языках, 1961 (совместно с С. Захаровым и С. Неверовым).
- Стадион в Джакарте // «Новое время», 1962, № 31, с. 21.
- Индонезийский броненосец «Потемкин» // «Военно-исторический журнал», 1963, № 2, с.117-120.
- За жизнь, достойную человека // «Азия и Африка сегодня», 1963, № 2, с. 55-56.
- (перевод с индонез., составление и предисловие) Красная лента. М.: Издательство ВЦСПС «Профиздат», 1964.
- (перевод с индонез.) Асхади Сирегар. Я добиваюсь твоей любви. М.: Мол. гвардия, 1980.
- Индонезия: острова и люди. Отв. ред. Л. М. Демин. М.: Наука, Главная редакция восточной литературы, 1987.
- Любимец богов и женщин. М.: «Любовь», 1997.
- Сукарно-политик и личность. Отв. редакторы Другов А. Ю., Пахомова Л.Ф. М.: Форум, 2001 (совместно с другими).
- Мои года — моё богатство. М.: Книга и бизнес, 2002.
- Kamus Besar Rusia-Indonesia (Большой русско-индонезийский словарь). 80 000 kata. Penyunting Penyelia: Njaju Jenny M.T. Hardjatno. Jakarta: Yayasan Pustaka Obor Indonesia, 2016, 1953 с. (совместно с Л. Н. Демидюк, А. К. Оглоблиным, В. Н. Лощагиным)[8].